# Álisson Melo
 Álisson do Monte Martins Melo (Três Corações, 13 de março de 1993) é um voleibolista indoor brasileiro, atuante na posição de Ponta, com marca de 330cm de alcance no ataque e 310cm no bloqueio, alcançou a medalha de prata na edição do Campeonato Sul-Americano Infantojuvenil de 2010 na Venezuela, e nesta categoria disputou os Jogos Sul-Americanos de 2010 na Colômbia e do Campeonato Mundial de 2011 na Argentina.

## Carreira
Aos onze anos de idade  iniciou na prática do voleibol após sugestão de amigo em sua terra natal. Em 2008 foi pré-selecionado pelo técnico  Percy Oncken  da categoria infanto-juvenil da Seleção Brasileira para os treinamentos visando as competições oficiais.
Recebeu convocação pelo técnico Pelé do Vôlei para representar na categoria infantojuvenil a Seleção Mineira na edição da divisão especial do Campeonato Brasileiro de Seleções de 2009, este sediado em Limoeiro, Pernambuco, ao final alcançou o título.
Atuando pelas categorias de base da APEC/Três Corações sagrou-se vice-campeão do Campeonato Mineiro Infantojuvenil de 2010, sob o comando do técnico Antônio Resende. Voltou a ser convocado em 2010 pelo técnico Pelé do Vôlei para representar a Seleção Mineira na categoria infantojuvenil na divisão especial edição do Campeonato Brasileiro de Seleções realizado em Goiânia, Goiás, ocasião que finalizou com o vice-campeonato e era o capitão do grupo.
Ele foi convocado pelo técnico Percy Oncken no ano de 2010 para a Seleção Brasileira, categoria infantojuvenil, e disputou a edição do Campeonato Sul-Americano, este realizado na cidade de La Guaira, Venezuela
, e nesta edição sagrou-se vice-campeão e foi eleito o Melhor Bloqueador de toda competição.
Também foi convocado pelo técnico Percy Oncken para as categorias de base da Seleção Brasileira  para disputar  a IX Jogos Sul-Americanos, em Medellín, na Colômbia e finalizou na quinta posição.
Ainda em 2010 representava a sua cidade natal na edição dos Jogos Escolares de Minas Gerais, capitão da equipe, e não participou da fase final devido a convocação para Seleção Brasileira, na categoria infantojuvenil, para amistosos internacionais contra a representação italiana e russa, visando a edição do Campeonato Mundial da categoria no ano seguinte.
Em 2011 foi convocado pelo técnico Marcelo Mesquita para representar novamente a Seleção Mineira, desta vez na categoria juvenil,  na edição da divisão especial do Campeonato Brasileiro de Seleções sediado em Assu, Rio Grande do Norte, ocasião que finalizou na segunda colocação.
Por cinco anos foi atleta da APEC/Três Corações, este mantinha parceria com a Prefeitura Municipal de Três Corações;  permaneceu até em 2011, quando enfrentou entraves para conseguir sua transferência para o SESI-SP, clube que já tinha assinado contrato e foi necessário um acordo para a solução do impasse.
O técnico Percy Oncken o convocou também em 2011 para os treinamentos com duração de quatro meses em preparação do Campeonato Mundial Infantojuvenil, sediado nas cidades argentinas de  Bahía Blanca e Almirante Brown, época que já estava vinculado ao SESI-SP e vestindo a camisa#11 disputou a referida competição f>e alcançou a nona colocação.
Atuando pela categoria juvenil do SESI-SP, alcançou em 2012 vestindo a camisa#11 o título da  edição da Copa Sada Contagem Juvenil, e campeão da VIII Copa Minas.
Ele esteve no elenco juvenil da Seleção Brasileira em 2012, sob o comando do técnico  Leonardo de Carvalho, para avaliação visando o Campeonato Sul-Americano Juvenil no Brasil.
Representou em 2012 o Uni Sant’Anna  nos Jogos Universitários do Estado de São Paulo (JUESP) e vestindo a camisa#11 sagrou-se vice-campeão, também por este sagrou-se campeão invicto da etapa Regional Sul, Sudeste e Centro Oeste da Liga do Desporto Universitário de Quadras 2012, disputada em Campo Grande, também disputou a Liga Universitária Paulista no mesmo ano e na fase nacional da LDU alcançou em Goiânia o vice-campeonato.
Representando a Seleção Mineira , sob o comando do técnico  Issanayê Ramires , alcançou o bronze na edição do Campeonato Brasileiro de Seleções, primeira divisão, conquista na categoria juvenil em 2012 na cidade catarinense de São José.
Em 2013 já iniciava no elenco profissional do SESI-SP e participou dos amistosos frente a Seleção Brasileira Sub-23, também disputou o Campeonato Paulista de 2013 conquistando o título e inscrito em sua primeira edição da Superliga Brasileira A 2013-14, sagrando-se vice-campeão da edição, mesmo posto obtido na Copa Brasil de 2014 sediada em Maringá.
Na temporada 2014-15 participou de amistosos na pré-temporada e da vitória do elenco profissional frente a Seleção Japonesa em amistoso. Disputou a edição do Campeonato Paulista de 2014 e conquistou o vice-campeonato, mesmo resultado obtido na Copa São Paulo deste mesmo ano e também na  Superliga Brasileira A 2014-15 e na Copa Brasil de 2015 em Campinas finalizou na nona colocação.
Em sua última temporada pelo SESI-SP alcançou novamente o vice-campeonato do Campeonato Paulista de 2015, disputou a edição da Superliga Brasileira A 2015-16 quando por este clube classificou-se a fase de quartas de final, finalizando na quarta colocação, participando de três jogos registrou quatros pontos.
Após quatro anos nas categorias de base e temporadas atuando como profissional do SESI-SP , foi contratado pela Lebes Gedore/Canoas Vôlei  para as competições do período esportivo 2016-17 e conquistou o título do Campeonato Gaúcho de 2016 e por este clube competiu na edição da Superliga Brasileira A 2016-17 alcançando a fase das quartas de final e sofrendo eliminação, edição que marcou 241 pontos, sendo 197 pontos de ataques,  19 de saques e 25 de bloqueios; e também por este clube sofreu eliminação também nas quartas de final da Copa Brasil de 2017.

## Títulos e resultados
- Superliga Brasileira A:2013-14[38] e 2014-15[46]
- Superliga Brasileira A:2015-16[51]

- Copa Brasil:2014[39]
- Campeonato Gaúcho:2016[55]
- Campeonato Paulista:2013[36]
- Campeonato Paulista:2014[44] e 2015[47]
- Copa São Paulo:2014[45]
- LDU- Fase Nacional:2012[30]
- LDU- Fase Regional S/SE/CO:2012[28]
- JUESP:2012[27]
- Campeonato Brasileiro de Seleções Juvenil (Divisão Especial):2011[15]
- Campeonato Brasileiro de Seleções Juvenil (1ª Divisão): 2012[32]
- Copa Sada Contagem Juvenil:2012[23]
- Copa Minas Juvenil:2012[24]
- Campeonato Brasileiro de Seleções Infantojuvenil (Divisão Especial):2009[3]
- Campeonato Brasileiro de Seleções Infantojuvenil (Divisão Especial):2010[5]
- Campeonato Mineiro Infantojuvenil:2010[4]

## Premiações Indiviuais
[carece de fontes?]